# Traité entre la fédération de Russie et l'Ukraine sur la coopération dans l'utilisation de la mer d'Azov et du détroit de Kertch

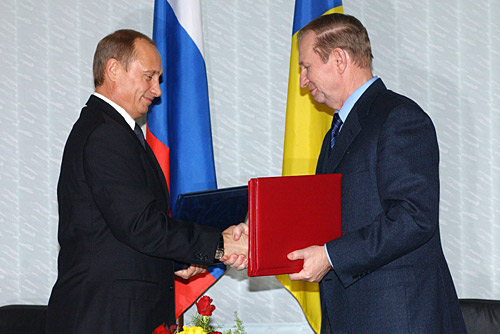
Photo prise le 24 décembre 2003 lors de la signature du traité entre les deux présidents russe et ukrainien.

Le traité entre la fédération de Russie et l'Ukraine sur la coopération dans l'utilisation de la mer d'Azov et du détroit de Kertch est un accord sur la mer et la pêche entre la Russie et l'Ukraine entré en vigueur le 23 avril 2004,. Il a été signé le 24 décembre 2003 par le président ukrainien Leonid Koutchma et son homologue russe Vladimir Poutine.

## Résumé
Les Parties, partant de la nécessité de conserver la zone d'eau définie par Azov-Kertch en tant que complexe économique et naturel intégral, à utiliser dans l'intérêt de la fédération de Russie et de l'Ukraine, sont convenues de ce qui suit :
1. La mer d'Azov et le détroit de Kertch sont historiquement des eaux intérieures de la Fédération de Russie et de l'Ukraine.
2. La mer d'Azov doit être délimitée par la frontière d'État conformément à l'accord signé par les Parties.
3. Le règlement des différends concernant les questions relatives à la zone d'eau définie de Kertch doit être réglé par accord entre les Parties.
4. Les navires de commerce et autres navires d'État non commerciaux battant pavillon de la Fédération de Russie et de l'Ukraine jouissent de la libre navigation dans la mer d'Azov et le détroit de Kertch.
5. La coopération russo-ukrainienne dans les domaines de la navigation, de la pêche, de la protection de l'environnement marin, de la sécurité écologique et du sauvetage dans la mer d'Azov et le détroit de Kertch doit être mise en œuvre sur la base des accords internationaux existants et par conclusion, dans les cas respectifs, des nouveaux[3].

## Commentaire
Dans le contexte de l'incident du détroit de Kertch en 2018, Sergueï Lavrov a déclaré lors d'une conférence de presse à Rome que, bien que l'accord stipule la libre navigation, puisque la mer d'Azov est eaux intérieures communes, les deux parties ont le droit d'inspecter, ce qui était exercé dans le passé sans aucune plainte. Cependant, le fait est que 24 marins et 3 navires restent sous la garde de la Russie en violation de l'accord.